# Bahnhof Paris-Saint-Lazare
Der Bahnhof Paris-Saint-Lazare, umgangssprachlich Gare Saint-Lazare (deutsch: Bahnhof Saint-Lazare), ist einer der sechs großen Pariser Kopfbahnhöfe. Er liegt etwa 1,5 km nördlich der Seine im Quartier de l’Europe des 8. Arrondissements. Die Streckengeleise verlassen den Bahnhof in nordnordwestliche Richtung. Über Saint-Lazare wird hauptsächlich der Regionalverkehr in den Westen des Ballungsraums Île-de-France abgewickelt. Mit etwa 100 Millionen Reisenden pro Jahr (274.000 pro Tag) ist er der zweitgrößte Bahnhof der Stadt.

## Geschichte

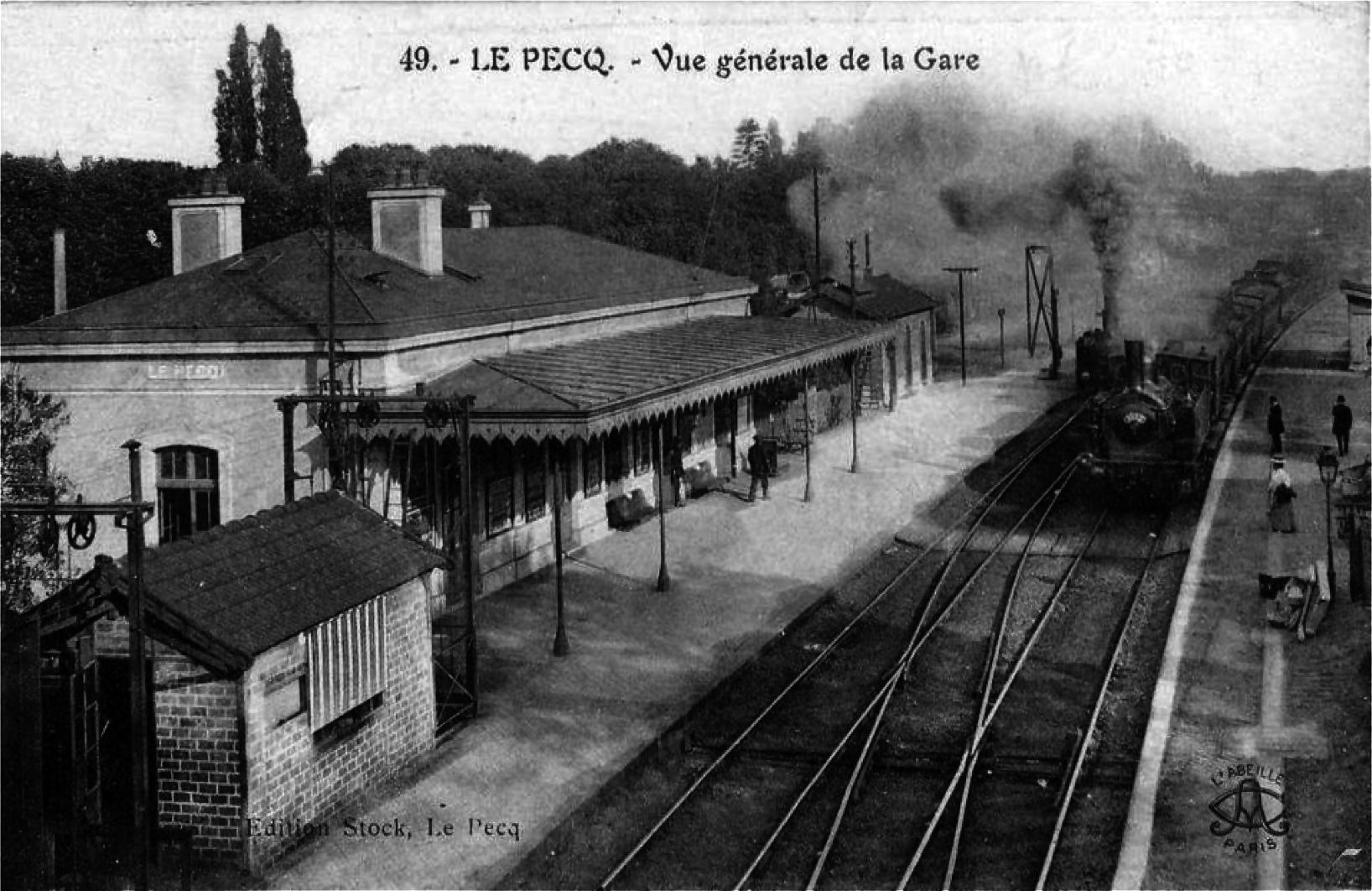
Bahnhof Le Pecq um 1900

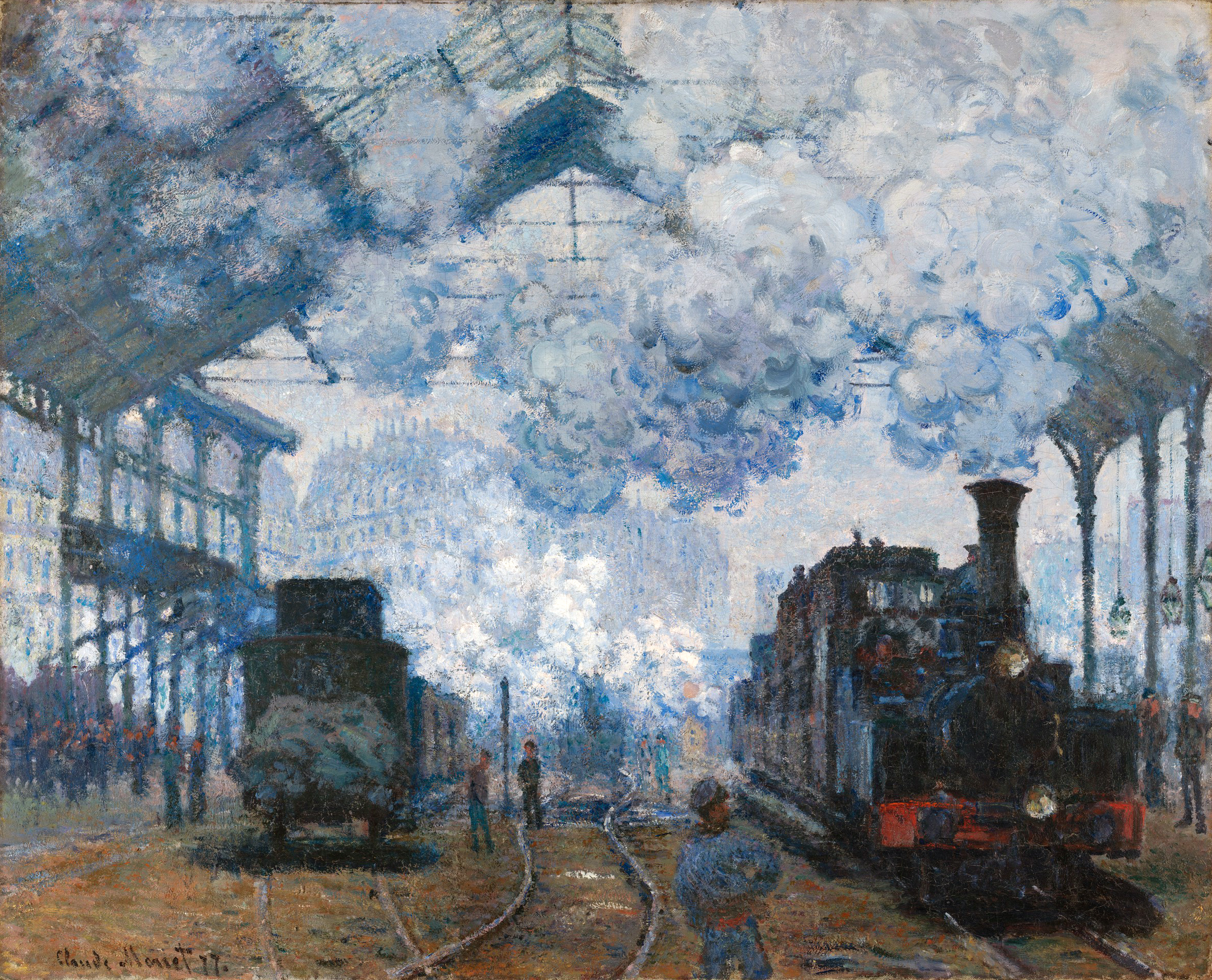
Claude Monet: Gare Saint-Lazare, Ankunft eines Zuges (1877)

Die Geschichte des Gare Saint-Lazare beginnt am 24. August 1837 mit der Eröffnung der Strecke nach dem 18 km westlich von Paris gelegenen Le Pecq durch die Eisenbahngesellschaft Compagnie du chemin de fer de Paris à Saint-Germain. Der Eröffnungszeremonie wohnte Maria Amalia von Neapel-Sizilien, Gattin des Königs Louis-Philippe I., bei. Es handelte sich um den ersten Personenzug Frankreichs. Zuerst errichtete man einen provisorischen Bahnhof (französisch Embarcadère de l’Ouest) aus Holz auf der Place de l’Europe.
1841 wurde ein zweiter provisorischer, diesmal jedoch gemauerter, Bahnhof in der rue de Stockholm, direkt vor der Place de l’Europe gebaut. Das Vorhaben der Gebrüder Péreire, der Betreiber der Bahnlinie, die Strecke in Richtung des Pariser Stadtzentrums bis zur rue Tronchet zu verlängern, scheiterte am Widerstand der Stadtverwaltung und der betroffenen Anlieger einer möglichen Neubaustrecke. Daher wurde das Projekt noch im selben Jahr fallen gelassen.
Der dritte Bahnhof wurde zwischen 1842 und 1853 an seiner heutigen Stelle an der Place du Havre durch den Architekten Eugène Flachat erbaut. Das Bahnhofsgelände war durch die rue de Rome im Westen und die rue d’Amsterdam im Osten eingefasst. Nach Süden hin war das Empfangsgebäude durch eine Reihe von Privathäusern an der rue Saint-Lazare fast vollständig abgeschnitten. Die Ferngleise befanden sich auf der Ostseite, daneben lagen die Vorortgleise und die Gleise der Ligne d’Auteuil, die größtenteils in die Petite Ceinture integriert wurde. Insgesamt neun Gleisgruppen mit je drei bis vier Gleisen (Ankunft-, Abfahrt-, Maschinen- und ggf. Aufstellgleis) standen zur Verfügung.
Zwischen 1886 und 1889 veranlasste die Compagnie des Chemins de fer de l’Ouest eine – durch die Weltausstellung notwendig gewordene – bedeutende Vergrößerung, geleitet durch den Architekten Jules Lisch, die dem Bahnhof sein heutiges Aussehen verlieh. Die Häuserzeile zwischen dem Empfangsgebäude und der rue Saint-Lazare wurde für den Umbau abgerissen und der freigewordene Platz für die Vergrößerung der beiden Vorplätze und die Verbreiterung der rue Saint-Lazare genutzt.

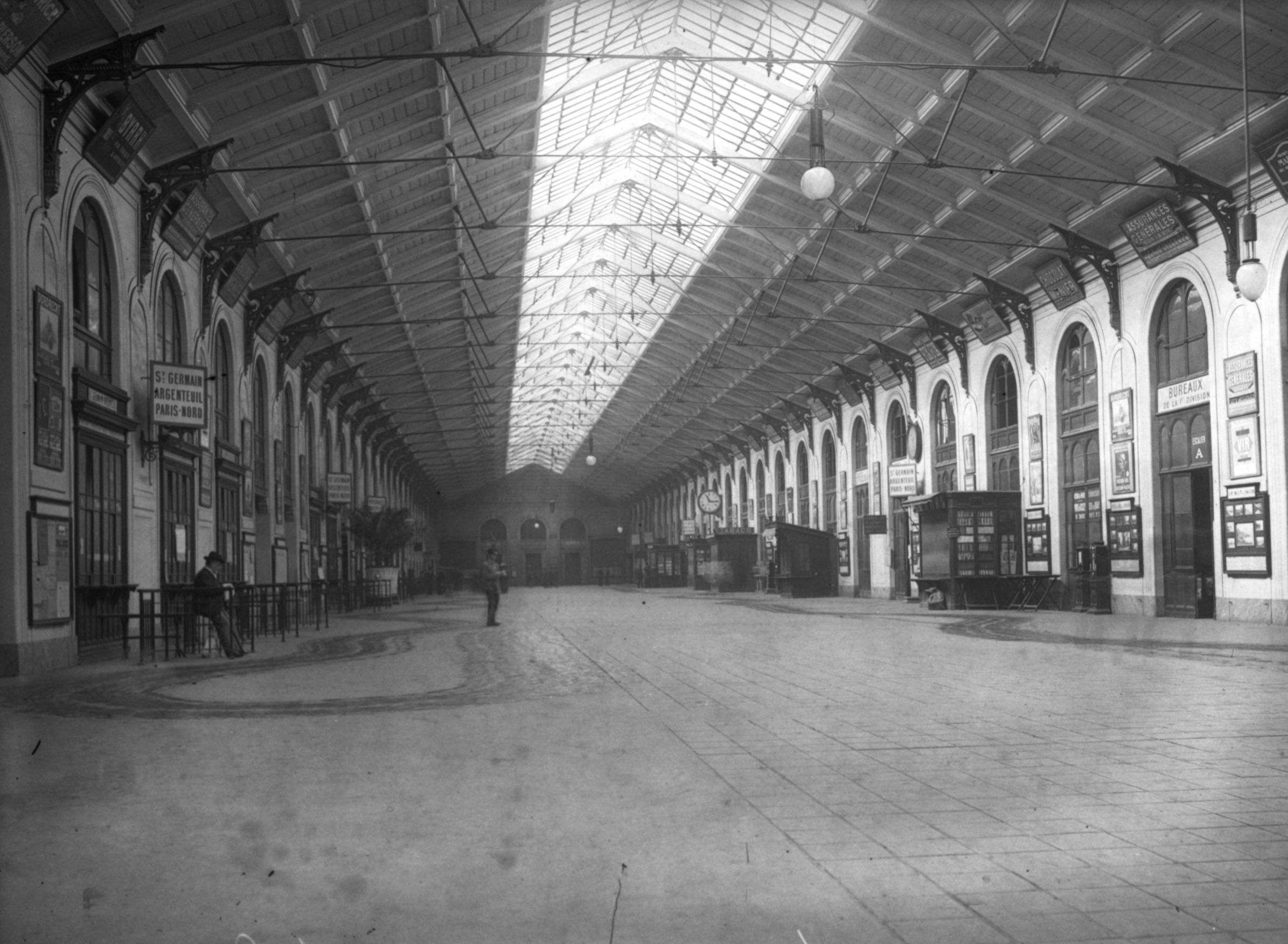
Vestibül während des Seinehochwassers (1910)

Zwischen den beiden Vorplätzen errichtete man ein Bahnhofshotel, das über eine Passerelle mit dem vergrößerten Empfangsgebäude verbunden war. Das Empfangsgebäude erhielt auf einer 200 Meter langen Front drei Zugangsbereiche. Der westliche am Cour de Rome und der östliche am Cour du Havre gelegene Zugang wurden ähnlich aufgebaut mit sieben Arkadenöffnungen zwischen zwei turmartigen Pavillons, von denen aus die Reisenden das Vestibül betraten. Der dazwischen gelegene Mittelteil öffnete mit 15 Öffnungen zur Verbindungsstraße (Rue Intérieure) zwischen Empfangsgebäude und Hotel. Vom etwa 190 Meter langen Vestibül gingen die Fahrkartenschalter und Wartesäle ab; es diente der Ankunft und Abfahrt der Nahverkehrsreisenden und der Abfahrt der Fernreisenden. Die ankommenden Fernreisenden verließen den Bahnhof über den Ostflügel. Im Westflügel befanden sich weitere Diensträume, in den Kellergeschossen unterhalb des westlichen Zugangsbauwerks die Heizungsräume. Durch den Verzicht auf besondere Maschinengleise an den Vorortgleisen konnte die Anzahl der Bahnsteiggleise von 18 auf 22 erhöht werden. Für den Güterverkehr entstand westlich der Ferngleise zwischen Rue de Berne und Rue de Saint-Petersbourg eine Ladehalle. Die Wagen wurden dort mittels pneumatischer Hebevorrichtungen von der unteren Ebene in die Halle gehoben und wieder herabgelassen.

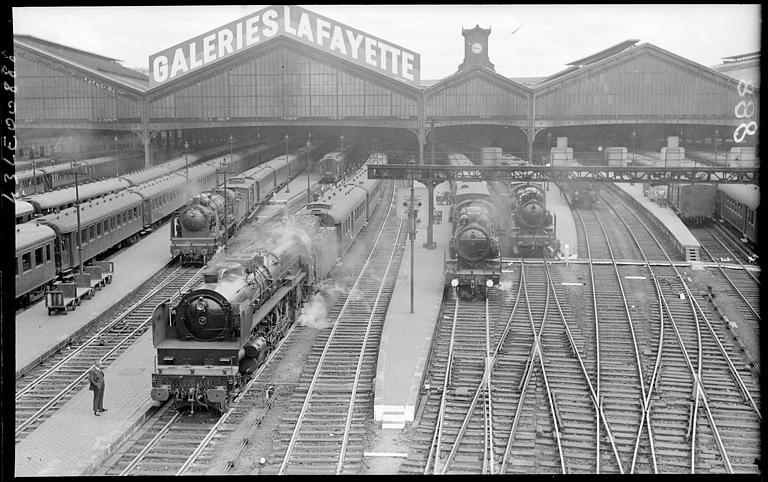
Hallen mit Werbung für das nahe Kaufhaus Galeries Lafayette (1930er Jahre)

Anlässlich der Elektrifizierung der westlichen Pariser Vorortstrecken kamen 1914 Pläne zum weiteren Umbau der Bahnanlagen auf. Es sollten weitere Bahnsteige, teilweise in Tunnellage gelegen, errichtet werden. Die Fahrkartenausgabe und Gepäckannahme für den Fernreiseverkehr sollten umgesetzt werden, um den Fahrgästen unnötige Gänge zu ersparen. Zudem sollte der  des Batignolles-Tunnel aufgeschlitzt werden, da die Gleisanlage in diesem Bereich unübersichtlich war. Das Vorhaben kam wegen des Ersten Weltkrieges nicht zur Ausführung und wurde zu Friedenszeiten wegen der hohen Kosten abgelehnt. Nach dem verheerenden Eisenbahnunfall im Batignolles-Tunnel mit 28 Toten ließ die ETAT drei der vier Röhren aufschlitzen. Dadurch war der Einbau von zwei weiteren Streckengleisen möglich.
Ab 1924 wurden die von Saint-Lazare ausgehenden Vorortgleise mit 750 V Gleichspannung und Zuführung über seitliche Stromschiene elektrifiziert. Ab 1966 wurden die Ferngleise mit 25 kV 50 Hz Wechselspannung und Oberleitung elektrifiziert, die letzten Stromschienenabschnitte wurden bis 1979 umgerüstet. 1978 wurde zur Entlastung des Querbahnsteigs ein Fußgängertunnel von der Rue de Rome zur Rue de Londres eröffnet.
Heute verfügt der Bahnhof über 27 Gleise und ist mit den öffentlichen Pariser Personennahverkehrs-Einrichtungen verbunden (Métro, RER und Bus).

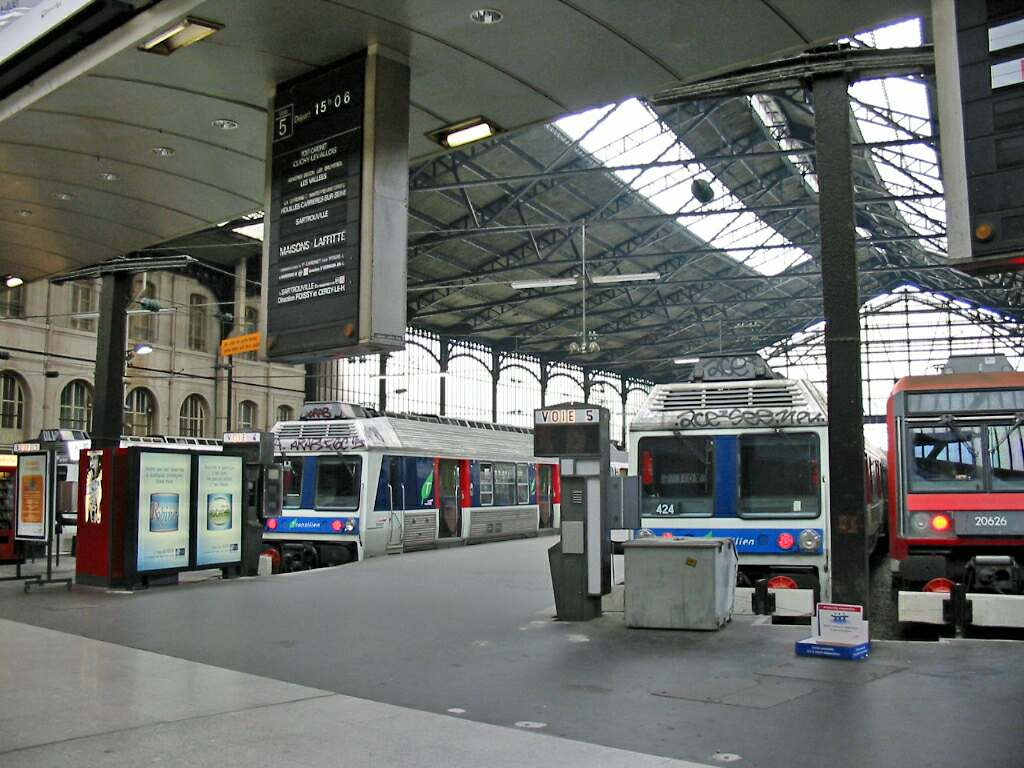
Regionalzüge in der Bahnhofshalle (2005)
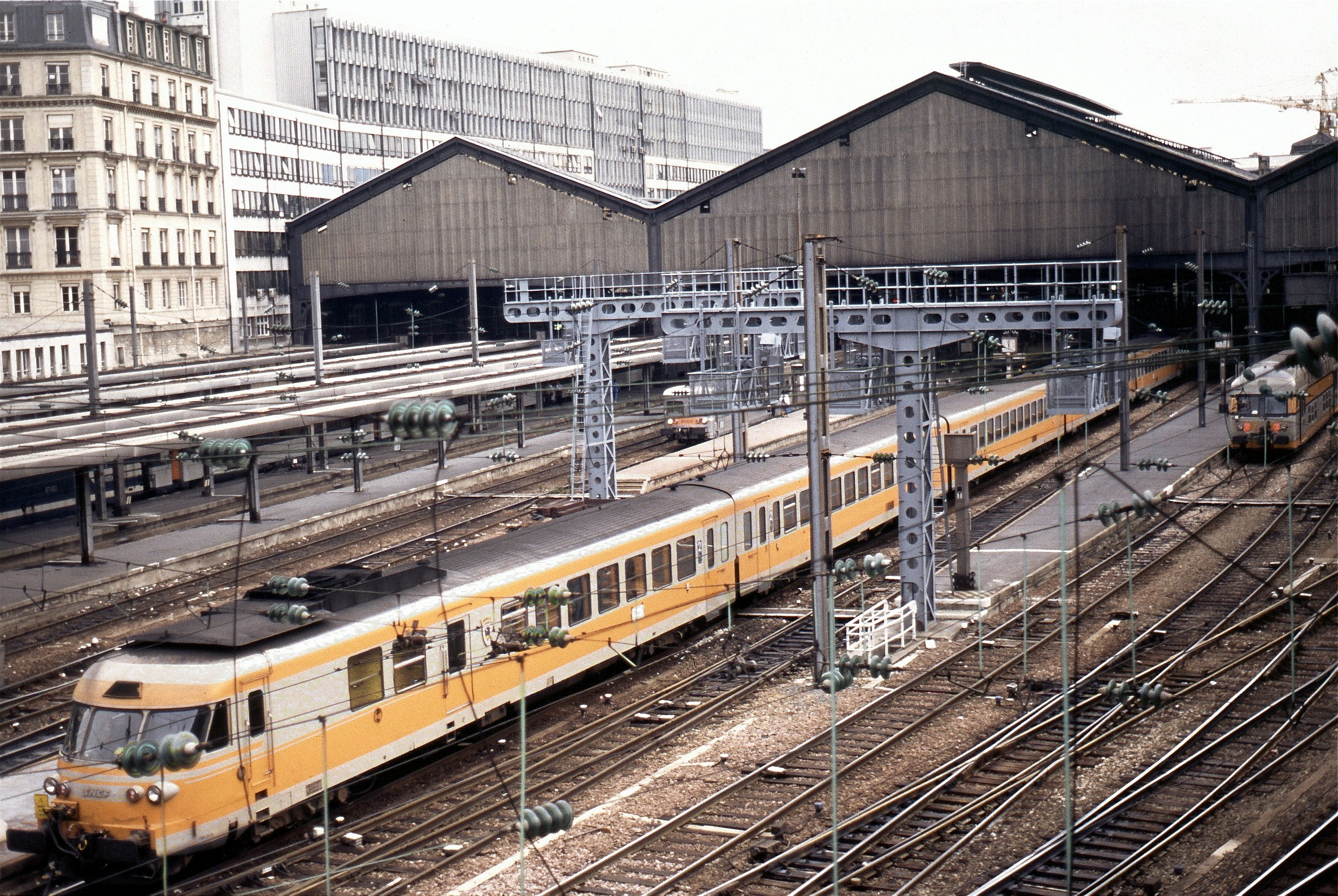
„Turbotrain“ RTG (Rame à turbine à gaz) vor der östlichen und mittleren Halle (1994)
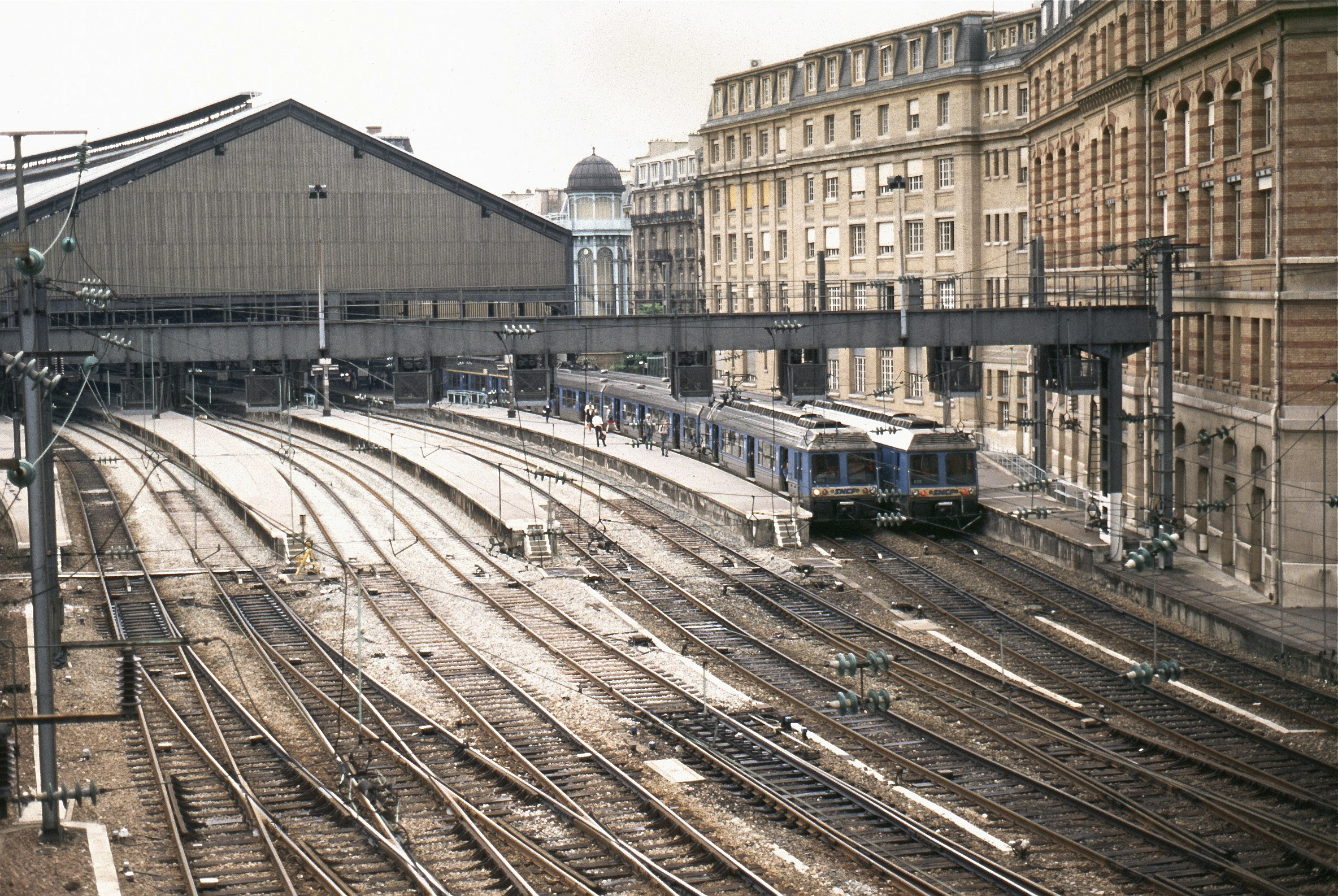
Nahverkehrszüge vor der Westhalle (1994)
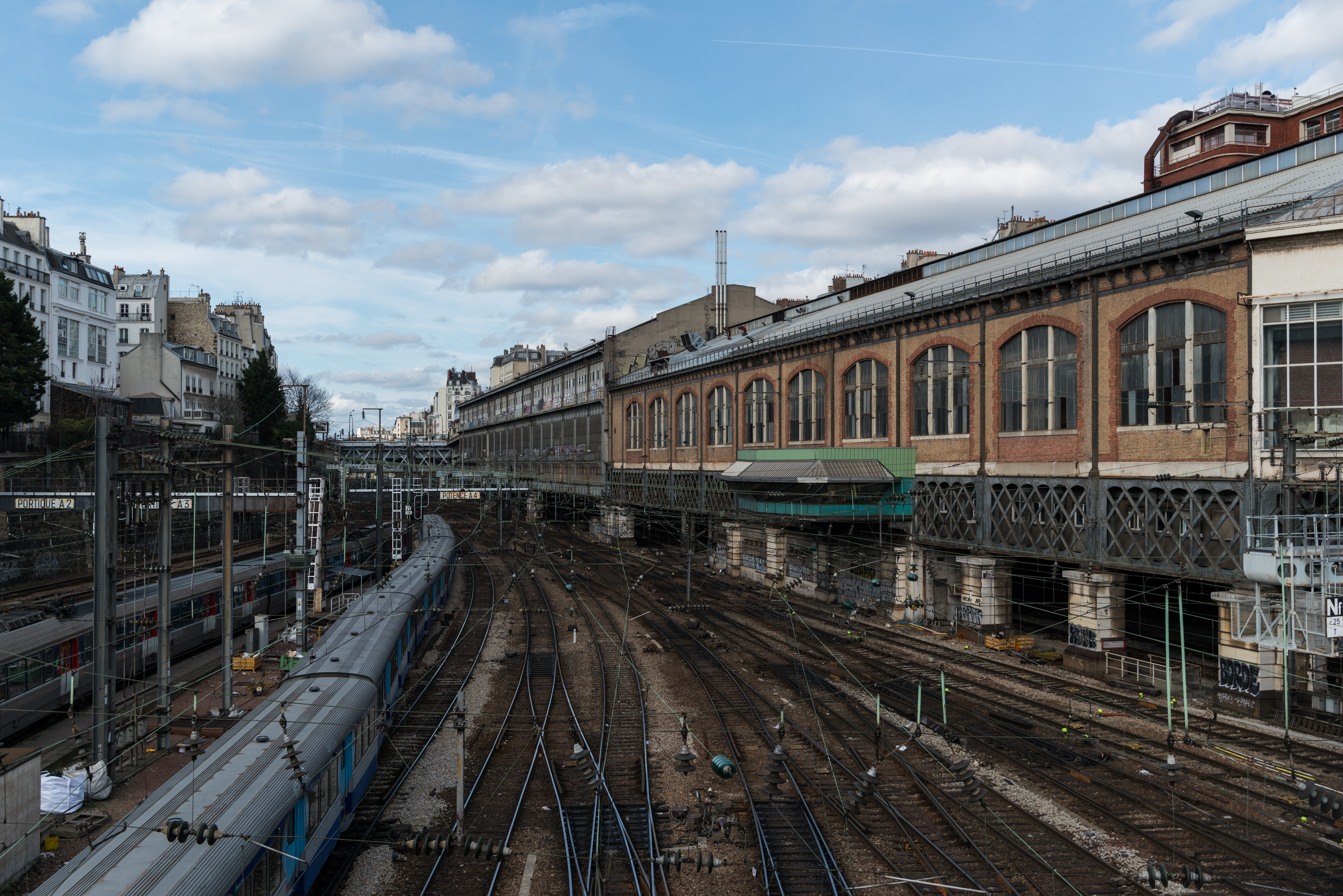
Gleisvorfeld und Güterhalle (2014)

## Verkehr

Übersicht der zuständigen Bahnhöfe

### Fernverkehr
Der Fernverkehr nimmt im Vergleich zu den anderen Pariser Kopfbahnhöfen einen geringen Stellenwert ein. Dies ist auf das kleine Einzugsgebiet zurückzuführen, das vom Bahnhof aus abgedeckt wird. Von hier aus verkehren überwiegend Fernzüge in die Normandie und die Kanalküste zwischen Dieppe und Cherbourg.
Der Transatlantique-Express verkehrte hier von 1900 bis 1974.

### Nahverkehr

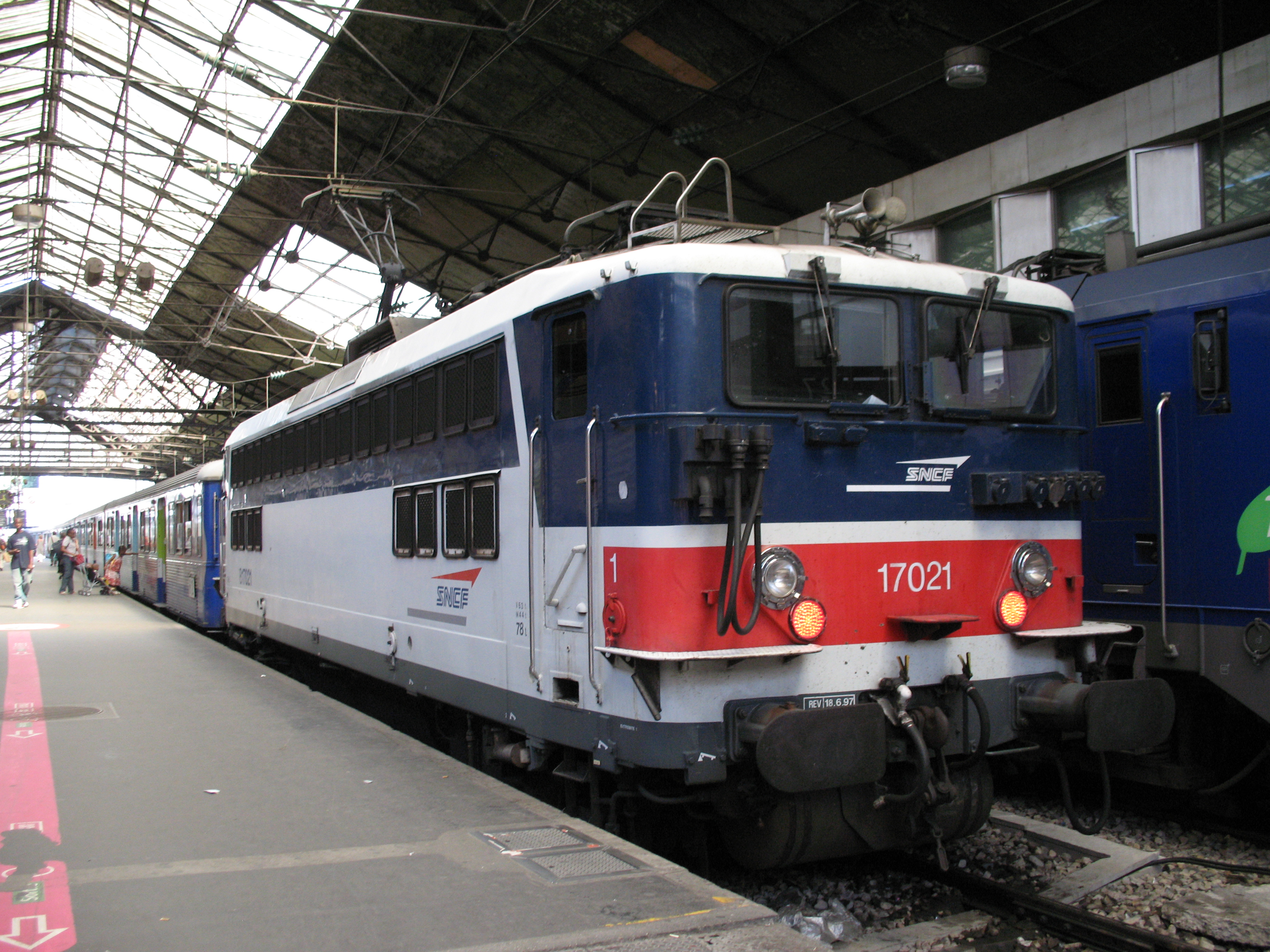
BB 17021 vor einem Zug der Transilien J in der Bahnhofshalle (2010)

Der Bahnhof Saint-Lazare ist Ausgangspunkt der Linien J und L der Transilien.
| Linie | Verlauf |
| ----- | --- |
| J     | Paris-Saint-Lazare – Asnières-sur-Seine – Argenteuil – Ermont – Eaubonne                                                             |
| J     | Paris-Saint-Lazare – Argenteuil – Conflans-Sainte-Honorine – Pontoise – Boissy-l’Aillerie – Gisors                                   |
| J     | Paris-Saint-Lazare – Argenteuil – Conflans-Sainte-Honorine – Conflans-Fin-d’Oise – Mantes-la-Jolie                                   |
| J     | Paris-Saint-Lazare – Houilles – Carrières-sur-Seine – Poissy – Mantes-la-Jolie                                                       |
| J     | Paris-Saint-Lazare – Mantes-la-Jolie – Vernon – Giverny                                                                              |
| L     | Paris-Saint-Lazare – Asnières-sur-Seine – Nanterre-Université – Houilles – Carrières-sur-Seine – Conflans-Fin-d'Oise – Cergy-le-Haut |
| L     | Paris-Saint-Lazare – Asnières-sur-Seine – La Défense – Saint-Cloud – Saint-Nom-la-Bretèche – Forêt de Marly                          |
| L     | Paris-Saint-Lazare – Asnières-sur-Seine – La Défense – Saint-Cloud – Versailles-Rive-Droite                                          |

Über ein ausgedehntes Netzwerk von Fußgängertunneln besteht darüber hinaus eine direkte Verbindung zu mehreren RER- und Métrostationen:
- Saint-Lazare: Métrolinien 3, 12, 13, 14
- Saint-Augustin: Métrolinie 9
- Auber: RER A
- Haussmann – Saint-Lazare: RER E